# Deutsche Redlichkeit
Deutsche Redlichkeit ist eine stillgelegte Fundgrube im Bergbaurevier Johanngeorgenstadt im sächsischen Erzgebirge mit dazugehörigem Pochwerk.

## Geschichte
Die Deutsche-Redlichkeit-Fundgrube ist eine von zahlreichen Eigenlehnergruben, die am Rabenberg zwischen Johanngeorgenstadt und Breitenbrunn/Erzgeb. auf Zinn betrieben wurden. Der Standort der Grube wird oberhalb des heutigen Ortsteils Pachthaus unweit der Fundgrube Deutsche Treu vermutet.
Lehnträger der Grube waren 1719/29 Johann Christian Georgi, in den Jahren 1724/26 Johann Heinrich Grabi und zwischen 1730 und 1746 der Ratsassessor Johann Heinrich Schmied (* 1686) gemeinsam mit Christoph Heinrich Herrmann, von 1746 bis 1749 ist Johann Christian Mittelbach als letzter Eigenlehner nachweisbar.
Zur Deutschen-Redlichkeit-Fundgrube gehörte nach 1730 auch ein eigenes Pochwerk, das mit Schwarzwasser-Wasser angetrieben wurde und seinen Standort unmittelbar an der böhmischen Grenze auf dem Gelände des späteren Johanngeorgenstädter Güterbahnhofs hatte. Johann Heinrich Schmied, der den Pochplatz nur gepachtet hatte, überließ das Pochwerk bereits 1745 der Michaelis-Fundgrube.